# Joseph-Alfred Mousseau
Joseph-Alfred Mousseau (ur. 17 lipca 1837, zm. 30 marca 1886) – kanadyjski polityk, prawnik i publicysta, premier prowincji Quebec z ramienia Konserwatywnej Partii Quebecu.
Urodził się w Holy-Genevieve-of-Berthier 17 lipca 1837 w rodzinie farmerskiej. Studiował prawo. Do palestry przyjęty w 1860. Był współwłaścicielem kancelarii Mousseau, Chapleau and Archambault. Wraz z Labelle, Chapleau, Davidem, Ricardem i Sicotte założył pismo The Colonizer, a w 1870 wraz z Desbartsem i Davidem tygodnik the Public Opinion.
W 1874 pierwszy raz wybrany do parlamentu Kanady. Mandat utrzymał do 1882. Od tego roku do 1884 sprawował władzę premiera prowincji Quebec jednocześnie będąc prokuratorem generalnym w prowincji. W okresie federalnym zajmował szereg pozycji, w tym ministerstwo spraw zagranicznych w rządzie Johna Macdonalda. Po roku 1884 został sędzią sądu okręgowego w Rimouski. Zmarł 30 marca 1886 w wieku niespełna 49 lat. Pochowany na cmentarzu Our-Lady-of-Snows w Montrealu.
Mousseau jest autorem następujących pozycji:
- 1860 Lecture publique [...], Cardinal et Duquet victimes de 1837-1838, prononcée lors du 2e anniversaire de la fondation de l'Institut canadien-français, le 16 mai 1860
- 1867 Contre-poison: la Confédération, c'est le salut du Bas-Canada; il faut se méfier des ennemis de la Confédération.